# بغنونية بيروية
بغنونية بيروفية (الاسم العلمي: Bignonia peruviana) هي نوع من النباتات يتبع جنس البغنونية من الفصيلة البنيونية.